# Vienna Open 1991
Il Vienna Open 1991, noto anche come Bank Austria Tennis Trophy per motivi di sponsorizzazione, è stato un torneo di tennis giocato sul sintetico indoor della Wiener Stadthalle di Vienna, in Austria. È stata la 17ª edizione del torneo, faceva parte della categoria ATP World Series nell'ambito dell'ATP Tour 1991 e si è giocato dal 14 al 21 ottobre 1991.

## Campioni

### Singolare maschile
Michael Stich ha battuto in finale  Jan Siemerink con il punteggio di 6–4, 6–4, 6–4

### Doppio maschile
Anders Järryd /  Gary Muller hanno battuto in finale  Jakob Hlasek /  Patrick McEnroe con il punteggio di 6–4, 7–5